# 아파트의 달
《아파트의 달》은 1984년 7월 29일에 MBC TV에서 방영된 베스트셀러극장이다.

## 줄거리
조각가 인규(한인수)는 서른이 넘은 노총각이다.
어느날 그의 아파트에 말괄량이 소녀 김미소 양(김성희)이 파출부로 들어온다.
새로운 생활에 인규는 묘한 활력을 느낀다.
그는 이 엉터리 아가씨를 비너스로 조각키로 결심한다.
우선 교양을 위해 책부터 읽히고...

## 출연
- 한인수
- 김성희
- 김해숙
- 김영옥
- 박영지
- 허기호
- 남영진
- 송기윤
- 김순경
- 서영애
- 김영임
- 최명희
- 최영수